# Terminologia Anatomica
Terminologia Anatomica (TA) é o padrão internacional em terminologia anatômica humana. Foi desenvolvido pelo Comitê Federativo de Terminologia Anatômica (FCAT) e pela Federação Internacional de Associações de Anatomistas (IFAA) e foi lançado em 1998. Substitui o padrão anterior, Nomina Anatomica. Terminologia Anatomica contém terminologia para cerca de 7500 estruturas anatômicas brutas (macroscópicas) humanas. Em abril de 2011, o Terminologia Anatomica foi publicado on-line pelo Programa Internacional Federativo de Terminologias Anatômicas (FIPAT), sucessor do FCAT.

## Categorias de estruturas anatômicas
O TA divide as estruturas anatômicas nas seguintes categorias principais (padrão latino entre parênteses):

### A01: Anatomia geral (anatomia generalis)
- Termos gerais (anatomia generalissima)[5]

1. Partes do corpo humano
2. Planos, linhas e regiões

### A02: Ossos (ossa)
- Termos gerais[6]

1. Crânio
2. Ossos do crânio
3. Coluna vertebral
4. Ossos do membro superior
5. Ossos do membro inferior

### A03: Articulações (juncturae)
- Termos gerais[7]

1. Articulações do crânio
2. Articulações vertebrais
3. Articulação torácica
4. Articulações da cintura pélvica
5. Articulações dos membros superiores
6. Articulações dos membros inferiores

### A04: Músculos (musculi)
- Termos gerais[8]

1. Músculos da cabeça
2. Músculos do pescoço
3. Músculos das costas
4. Músculos do tórax
5. Músculos do abdômen
6. Músculos do membro superior
7. Músculos do membro inferior
8. Bainhas tendíneas e bursas

### A05: Sistema alimentar (systema digestorium)
1. Boca
2. Fauces
3. Faringe
4. Esôfago
5. Estômago
6. Intestino delgado
7. Intestino grosso
8. Fígado, vesícula biliar
9. Pâncreas

### A06: Sistema respiratório (systema respiratorium)
1. Nariz
2. Laringe
3. Traqueia
4. Brônquios
5. Pulmões

### A08: Sistema urinário (systema urinarium)
1. Rim
2. Ureter
3. Bexiga urinária
4. Uretra feminina
5. Uretra masculina

### A09: Sistemas genitais (systemata genitalia)
1. Genitais internos femininos
2. Genitais externos femininos
3. Genitais internos masculinos
4. Genitais externos masculinos
5. Períneo

### A10: Cavidade abdominopélvica (cavitas abdominis et pelve)
Fonte:

### A11: Glândulas endócrinas (glandulaeendocrinae)
1. Glândula pituitária
2. Glândula pineal
3. Glândula tireóide
4. Glândula paratireóide
5. Glândula suprarrenal
6. Ilhéus pancreáticos

### A12: Sistema cardiovascular (systema cardiovasculare)
- Termos gerais[10]

1. Coração
2. Artérias
3. Veias
4. Troncos linfáticos e dutos

### A13: Sistema linfóide (systema lymphoideum)
1. Órgãos linfóides primários
2. Órgãos linfóides secundários
3. Linfonodos regionais

### A14: Sistema nervoso (systema nervosum)
- Termos gerais[11]

1. Sistema nervoso central
  1. Meninges
  2. Medula espinhal
  3. Cérebro
  4. Medulla oblongata
  5. Pons
  6. Mesencéfalo
  7. Cerebelo
  8. Diencephalon
  9. Telencéfalo
2. Sistema nervoso periférico
  1. Nervos cranianos
  2. Nervos espinhais
3. Sistema nervoso autónomo

### A15: Órgãos sensoriais (organa sensuum)
1. Órgão olfativo (nariz e estruturas relacionadas)
2. Olho e estruturas relacionadas (sistema visual)
3. Orelha (sistema auditivo)
4. Órgão gustativo (a língua e estruturas relacionadas)

### A16: O tegumento (integumentum commune)
- Pele

1. Tecido subcutâneo